# Liuva II
Liuva II (583–603) est roi wisigoth d'Hispanie et de Septimanie de 601 à 603.

## Biographie
Liuva II est le fils de Récarède, premier roi wisigoth nicéen (après plusieurs prédécesseurs ariens), et de sa concubine Badda (que Récarède aurait épousé après la naissance de Liuva). Isidore de Séville dit au sujet de Badda : ignobile quidam matre progenitur. Henri Leclercq interprète « ignobilis » dans le sens que Badda n'était pas de souche royale. Selon la chronique du pseudo-Maxime, sa mère serait une certaine Florisinda, une femme d'origine inconnue, peut-être hispano-romaine.
À la mort de son père en décembre 601, Liuva, âgé de 18 ans, lui succède. Cependant, son règne ne dure pas. Probablement trop jeune et manquant d'autorité face à la turbulente noblesse wisigothique, il doit faire face dès 602 à la révolte du noble Wittéric, peut-être resté secrètement arien.

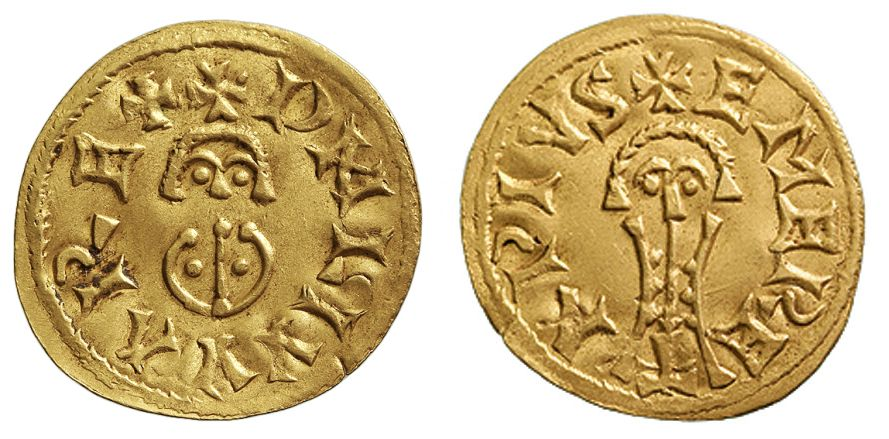
Pièce de monnaie frappée à Mérida au cours de son règne.

Bien que le christianisme nicéen soit devenu la religion officielle du royaume wisigoth en 589, il semble qu'une importante minorité de Wisigoths restèrent secrètement attachés à l'arianisme, refusant de plus qu'on leur impose une dynastie héréditaire, préférant le principe de l'élection selon la coutume germanique. Wittéric n'a probablement aucun mal à rassembler derrière lui de nombreux partisans. En 603, Wittéric, à la tête d'une troupe, entre dans la capitale du royaume, Tolède, et renverse le jeune monarque. Capturé, Liuva se voit couper la main droite, selon la coutume gothique : Wittéric ne tient pas à ce que son adversaire puisse encore tenir une épée, autrement dit briguer le trône. Mais Wittéric n'en resta pas là : il fait emprisonner Liuva, et celui-ci n'en meurt pas, il le fait exécuter à l'été 603, dans sa vingtième année.
Selon la chronique des rois wisigoths (Chronica regum Wisigotthorum), Liuva régna entre une année et 2 ans et 6 mois. Isidore de Séville mentionne un règne de deux ans.

#### Sources anciennes
- Isidore de Séville, Historia Gothorum, 57-58

#### Sources modernes
- Henri Leclercq, L'Espagne chrétienne, V. Lecoffre, 1906.
- (en) Roger Collins, Visigothic Spain, 409–711, Blackwell Publishing, 2004.
- (en) Edward A. Thompson, The Goths in Spain, Oxford, Clarendon Press, 1969.